# خالد مكي الهاشمي
خالد مكي سعيد الهاشمي هو عسكري وسياسي عراقي ولد في بغداد سنة 1926.
قبل ثورة 14 تموز 1958، كان عضو احتياط في تنظيم الضباط الوطنيين، ويحمل رتبة رئيس أول، وضابط أركان في مديرية التموين. بعد الثورة، عين آمر دبابات في المنصور ببغداد، حتى آذار 1959، حيث اعتقل لكنه أفرج عنه لاحقا، وعاد آمرا لفوج الدبابات الرابع سنة 1960 حتى 1963 في أبي غريب، والتي طوقت وزارة الدفاع، وهو من أعطى عبد السلام عارف وأحمد حسن البكر دبابة كانت تحت تصرفهما في ثورة 8 شباط 1963. علما أنه كانت تحوم شكوك في أنه من سرب معلومات حول الثورة إلى عبد الكريم قاسم.
انضم لحزب البعث العربي الاشتراكي سنة 1960.
بعد ثورة 8 شباط حتى حركة تشرين الثاني سنة 1963، كان آمر سلاح المدرعات ومساعدا لرئيس الأركان. تقاعد بعد ذلك.
عند قيام ثورة 17 تموز 1968، نفي الرئيس عبد الرحمن عارف بطائرة إلى إسطنبول بمأمورية خالد مكي الهاشمي.
بعد الثورة، عين وزيرا للصناعة، ثم وزير دولة للشؤون العسكرية ثم وزير نقل سنة 1972.
عين بعدها سفيرا في بلدان عدة مثل الأردن ولبنان، وكذلك عضوا في المجلس الوطني.